# Крушево (Благоевградская область)
Крушево (болг. Крушево) — село в Благоевградской области Болгарии. Входит в состав общины Гырмен. Находится примерно в 7 км к востоку от центра села Гырмен и примерно в 80 км к юго-востоку от центра города Благоевград. По данным переписи населения 2011 года, в селе  проживало 258 человек, преобладающая национальность — болгары.

## Население
| Год     | 1934 | 1946 | 1956 | 1965 | 1975 | 1985 | 1992 | 2001 | 2011 |
| ------- | ---- | ---- | ---- | ---- | ---- | ---- | ---- | ---- | ---- |
| Жителей | 366  | 432  | 401  | 277  | 227  | 259  | 254  | 267  | 258  |

|  |